# Ницетий Трирский
Ницетий (Никетий, Никита, Низье; лат. Nicetius, фр. Nizier; конец V века — 560-е годы) — глава Трирской епархии с периода между 525 и 532 годами и до 560-х годов. Святой, почитаемый в Римско-католической церкви. Дни его памяти отмечаются 1 октября, 3 октября и 5 декабря.

## Биография

### Исторические источники
О Ницетии сохранились сведения в целом ряде современных ему исторических источников: в документах эпистолярного жанра, в стихотворениях Венанция Фортуната и в трудах Григория Турского «Жизнь отцов», «О славе мучеников» и «История франков». Последний из авторов почерпнул свои сведения о Ницетии от Аредия, человека лично знавшего этого святого. Ницетий — первый глава Трирской епархии, сведения о котором сохранились в трудах его современников.

### Ранние годы
Ницетий — выходец из знатной галло-римской семьи. Предполагается, что он мог родиться в последнее десятилетие V века или на несколько лет раньше. Родиной Ницетия были южные земли Римской Галлии, возможно, территория будущих Лимузена или Оверни. В пользу овернского происхождения Ницетия может свидетельствовать одно из писем Сидония Аполлинария, в котором упоминается его родственник, одноимённый епископу Трира. Часть историков высказывает мнение о возможной тождественности этих двух лиц.
Родители Ницетия были высокообразованными для своего времени людьми и дали своему сыну прекрасное домашнее образование. Однако уже в ранней юности Ницетий решил посвятить себя духовной деятельности. Он удалился в один из галльских монастырей, возможно тот, который находился в Лиможе. Здесь Ницетий вскоре стал другом и помощником настоятеля, и когда тот скончался, был избран его преемником в аббатском сане. Прославившийся своей добродетельной жизнью, новый настоятель вскоре снискал уважение не только насельников монастыря, но и короля Австразии Теодориха I. Возможно, Ницетий стал даже духовником этого монарха. Теодорих I не раз приезжал в монастырь к Ницетию, вёл с ним душеспасительные беседы, безропотно снося все упрёки святого, порицавшего короля за его неблагочестивые поступки и любострастие.

### Епископ Трира

#### Получение епископского сана

Церковь Франкского государства при Меровингах

Во второй половине 520-х годов — первой половине 530-х годов (называются даты от 525 по 532 год включительно) скончался епископ Трира Апрункул. После его смерти духовенство и жители города отправили к Теодориху I делегацию, которая должна была испросить монаршего разрешения на посвящение в епископский сан священника Галла. Однако король отверг эту просьбу, постановив, что главой Трирской епархии станет Ницетий, а Галл возглавит Клермонскую епархию. Вероятно, что Теодорих I считал назначение Ницетия на столь важную кафедру как трирская актом, который будет способствовать быстрейшей христианизации прирейнских областей его королевства.
Приехав в Трир, Ницетий увидел, что город пришёл в упадок из-за неурядиц, вызванных Великим переселением народов. Поэтому одной из главных забот трирского епископа стало восстановление хозяйства своей епархии.

#### Участие в церковных соборах
Ницетий участвовал в нескольких поместных соборах духовенства Франкского государства: синоде в Клермоне 8 ноября 535 года, синоде в Орлеане 28 октября 549 года, ещё одном синоде в Клермоне в 549 году, синоде в Туле 1 июня 550 года и синоде в Париже в 552 или 553 году. На Тульском синоде епископ Трира был избран председателем собрания.
Сохранились два письма епископа Реймса Мапина, посвящённые Тульскому собору 550 года. В одном из них, направленном епископу Ницетию, глава Реймсской епархии упоминал о том, что это собрание было созвано, в том числе, для рассмотрения ответственности некоторых франкских вельмож, нанёсших оскорбления главе Трирской епархии. В свою очередь Мапин жаловался Ницетию на преследования, которым он подвергался со стороны отлучённых им за нарушение церковных канонов о браке светских лиц. Реймсский епископ просил своего адресата использовать то большое влияние, которое тот имел на австразийского короля Теодебальда. С помощью же монарха Мапин намеревался созвать церковный собор, защитивший бы его от преследований недоброжелателей.
О сильном влиянии Ницетия на Теодебальда упоминается и в письме к епископу Трира настоятеля монастыря в Ромайн-Мутье Флориана. В этом послании аббат, называя Теодебальда «сыном» Ницетия, умолял епископа упросить короля освободить италийских пленных, захваченных франками вблизи озера Комо.

#### Самый влиятельный иерарх Франкского государства
550—560-е годы — время наивысшего влияния епископа Ницетия. Это был период, когда он считался наиболее авторитетным иерархом Франкского государства.
Вероятно, к этому времени должно относиться письмо епископа Трира к византийскому императору Юстиниану I. Этот документ ранее датировался примерно 565 годом, но по современным данным, скорее всего, он должен был быть написан в 549 или 550 году. Поводом к отправлению послания в далёкий от Трира Константинополь был начавшийся в Византии «Спор о трёх главах». В письме Ницетий убеждал Юстиниана I отказаться от монофизитских взглядов, отречься от несторианских и евтихианских лжеучений и прекратить преследование сторонников никейского христианства.

#### Отношения с франкскими монархами

Франкское государство в 561 году

В отношении с франкскими правителями и их приближёнными Ницетий никогда не проявлял подобострастия, несмотря на угрозы, которые те нередко обращали в его адрес. По свидетельству Григория Турского, ещё не пройдя церемонию интронизации, Ницетий грубо, но справедливо обошёлся с сопровождавшими его королевскими сановниками, не позволив тем пасти коней на полях своих будущих прихожан.
С преемником Теодориха I, королём Теодебертом I, епископ конфликтовал из-за распущенности и стяжательства правителя франков, а когда Трир перешёл под власть Хлотаря I, Ницетий в 560 году отлучил от церкви самого короля, обвинив того в кровосмесительной связи. В ответ по требованию монарха был созван синод франкских епископов из числа верных Хлотарю лиц. Его участники отправили Ницетия в изгнание, вместо него возведя на епископскую кафедру королевского ставленника Рустика. Ницетий смог возвратиться в свою епархию только после смерти Хлотаря I, получив на это в 561 году согласие его сына, австразийского короля Сигиберта I.
С королём Сигебертом I Ницетий был в очень хороших отношениях. Историк Брюно Дюмезиль даже называл епископа Трира «самым авторитетным человеком Австразии и главным советником Сигиберта по дипломатическим и религиозным делам».
В марте 566 года Ницетий присутствовал на состоявшемся в Меце бракосочетании короля Сигиберта I и Брунгильды. По мнению Брюно Дюмезиля, Ницетий мог быть главным организатором этого франско-вестготского брачного союза. Этот же автор считал, что дипломатический талант Ницетия не только позволил избежать возможного в свете этого брака обострения отношений франков с византийцами, но и способствовал укреплению связей между правителями Австразии и Византийской империи. Возможно, что епископ Трира вместе с епископом Эгидием Реймсским мог быть наставником юной королевы-арианки и её приближённых в вопросах перехода в «истинную веру». Предполагается, что это способствовало ещё большему сближению Ницетия с австразийской королевской четой. Среди людей, особо приближённых в то время к Брунгильде и Ницетию, историки выделяют австразийского майордома Гогона и герцога Шампани Лупа.

#### Переписка Ницетия
В составе сборника «Австразийские письма» сохранилась переписка, которую вёл Ницетий со своими современниками. Среди его адресантов были духовные лица, жившие в отдалённых от Трира землях — аббат монастыря в Ромайн-Мутьё Флориан, епископ Октодура (современного Мартиньи) Руф и епископ Реймса Мапин. Известны и два послания, написанные Ницетием светским лицам. Адресатом одного из них был император Византии Юстиниан I, другого — Хлодозинда, дочь франкского короля Хлотаря I и жена правителя лангобардов, арианина Альбоина. В письме, отправленном в 563 или 565 году лангобардской королеве, епископ Трира призывал ту сделать всё возможное для обращения её супруга в ортодоксальное христианство. Однако, несмотря на все увещевания епископа к Хлодозинде, Альбоин так и остался приверженцем арианства. Послание Ницетия королеве Хлодозинде — важный источник по истории становления культа почитания святых у франков. Здесь же содержатся ценные свидетельства о крещении короля Хлодвига I, отсутствующие у других средневековых авторов.
Сохранились также и два письма, направленные между 550 и 561 годом Ницетию миланским епископом Дацием. В них итальянский прелат наделял своего трирского коллегу саном архиепископа. Это первое в истории упоминание этого сана в отношении глав Трирской епархии.
Из других источников VI века известно, что в то время суффраганами трирских епископов были главы трёх епархий — Верденской, Мецской и Тульской.

#### Строительная деятельность
Наибольшее число дошедших до наших дней свидетельств о строительной деятельности Ницетия относится ко второй половине его нахождения на кафедре. В датируемом приблизительно 550 годом письме упоминается о том, что возведение нового главного городского храма Ницетий поручил каменщикам, присланным из Италии его другом, епископом Октодура Руфом. Строительство новой епископской резиденции в Трире в VI веке подтверждают и археологические данные. Вероятно, не обошёл Ницетий своим вниманием и другие храмы Трира — церкви Святого Максимина, Святого Медара и Святого Иоанна.
Венанций Фортунат весной 566 года упоминал также и о ещё строившемся по приказу епископа на берегу Мозеля каструме — «Крепости Ницетия» — с тридцатью башнями и часовней, на которой была установлена баллиста. На холмах, располагавшихся вдоль этой реки, по повелению трирского епископа снова начали возделывать виноградники. Впоследствии это позволило Рейнланду стать одним из ведущих винодельческих областей Франкского государства.

#### Личные качества Ницетия
В средневековых источниках Ницетий описывается как прелат, много времени уделявший пастырской деятельности, ежедневно произносивший проповеди, в которых он призывал своих прихожан вести благочестивую и честную жизнь. Современники писали о епископе Трира как о человеке, ведшем жизнь аскета, к которой он привык ещё будучи монахом. Сообщается, что в то время, когда у трирского духовенства было время вечерней трапезы, ежедневно постящийся епископ тайно покидал свою резиденцию и никем не узнанный молился в городских церквях. Ницетий основал школу для обучения будущих клириков, одним из учеников которой был лиможский аббат Аредий.
Ницетию приписываются два трактата — «De Vigiliis servorum Dei» и «De Psalmodiæ Bono». Однако то, что он был автором этих сочинений, сомнительно.
По свидетельству Григория Турского, незадолго до смерти Ницетия по молитвам этого прелата город Трир был избавлен от эпидемии чумы, опустошившей все окрестные области Франкского государства. Вероятно, это событие следует датировать первой половиной 560-х годов.

#### Кончина
Точная дата смерти Ницетия не известна. Вероятно, он скончался в октябре, так как тогда (1 или 3 октября) отмечается день его памяти, приуроченный к этому событию. Однако есть также данные о том, что Ницетий мог скончаться 5 декабря. Современные историки считают, что Ницетий умер в 560-х годах, однако называют различные даты его кончины. В качестве возможных называются 563, 566 и 569 годы.
Ницетий был похоронен в построенной им церкви Святого Максимина. Преемником Ницетия на епископской кафедре стал его ученик Магнерих.

### Итоги епископства Ницетия
Ницетий был последним галло-римлянином, возглавлявшим Трирскую епархию. Он — один из наиболее известных иерархов Трирской епархии времён Поздней античности и Раннего Средневековья. Некоторые современные исследователи даже называют VI век «столетием Ницетия» в Трире.

### Посмертное почитание
Благодаря своим благочестию и добродетельности, вскоре после своей смерти Ницетий стал почитаться среди жителей Трирской епархии как праведник. В этом качестве он упоминался уже Григорием Турским, включившим жизнеописания епископа Трира в труды «Жизнь отцов» и «О славе мучеников». В своих сочинениях Григорий особо хвалил Ницетия за правосудность и справедливость. Этот же автор уже сообщал о многочисленных чудесах, совершавшихся на могиле Ницетия. В «Истории франков» Григорий Турский так характеризовал епископа Трира: «Ницетий, человек исключительной святости, почитавшийся в народе не только проповедником удивительного красноречия, но и славнейшим в совершении добрых и чудесных деяний».
Первое же по времени свидетельство о Ницетии как об общегерманском святом относится к 981 году и содержится в «Молитвеннике Гертруды». Несмотря на столь ранние свидетельства о почитании Ницетия, его культ в средневековье так и не получил широкого распространения.
День памяти святого Ницетия отмечается в Трире 1 октября, о чём сообщается в рукописи «Мартиролога Иеронима» XI века. В ещё же одном трирском поминальном списке XIII века днём памяти святого Ницетия названо 3 октября. Однако в «Римском мартирологе» его поминовение на основе труда Адона Вьенского отнесено к 5 декабря.